# Băbiciu
Băbiciu est une commune roumaine située dans le județ d'Olt.